# 90 Virginis
90 Virginis, eller p Virginis, är en orange jätte eller ljusstark jätte i Jungfruns stjärnbild.
Stjärnan har visuell magnitud +5,16 och är synlig för blotta ögat vid god seeing. Den befinner sig på ett avstånd av ungefär 245 ljusår.